# ASD Argentana
Associazione Sportiva Dilettantistica Argentana 1912 – włoski klub piłkarski z siedzibą w miejscowości Argenta w regionie Emilia-Romania.

## Historia
Stowarzyszenie założone w 1912 roku jako US Argentana jest jednym z najstarszych klubów piłkarskich w Emilii-Romanii. Od początku swej działalności zespół ma status amatorski. Po zakończeniu II wojny światowej nazwę klubu zmieniono na SP Argentana. W latach 1960–1963 Argentana występowała przez 3 kolejne sezony na poziomie Serie D. W sezonie 1961/62 klub zajął 11. lokatę w grupie B Serie D, co jest najlepszym dotychczasowym osiągnięciem.
W sezonie 1997/98 trenerem zespołu był Giampaolo Mazza, który łączył tę funkcję z pracą asystenta Massimo Boniniego w reprezentacji San Marino. Pod jego wodzą Argentana spadła z Campionato Nazionale Dilettanti. W 2004 roku nazwę klubu zmieniono na ASD Argentana.
W sezonie 2016/17 Argentana występuje na poziomie Eccellenza Emilia-Romagna.
Chronologia nazw
- 1912–1945: Unione Sportiva Argentana
- 1945–1992: Società Polisportiva Argentana
- 1992–2004: Società Polisportiva Argentana Capca
- od 2004: Associazione Sportiva Dilettantistica Argentana 1912

## Barwy
Oficjalną barwą ASD Argentana jest kolor bordowy. Piłkarze tego klubu występują w jednolitych, bordowych strojach.

## Stadion
ASD Argentana rozgrywa swoje mecze na Stadio Comunale Lucio Mongardi, zlokalizowanym przy Piazza Giovanni XXIII w centrum Argenty. Jego pojemność wynosi ok. 1000 widzów. Od września 2007 roku obiekt nosi imię Lucio Mongardiego, byłego piłkarza klubu.

## Znani piłkarze
- Sergio Domini
- Davide Marchini
- Lucio Mongardi